# لودهم
لودهم (به انگلیسی: Lowdham) یک روستا و محله مدنی در بریتانیا است که در نیوارک و شروود واقع شده‌است. لودهم ۳٬۳۳۴ نفر جمعیت دارد.